# Veselin Bliznakov
Veselin Bliznakov (né le 18 juin 1944 à Straldja (Bulgarie)), est un homme politique bulgare. Il a été ministre de la Défense du 17 août 2005 au 24 avril 2008.